# Jubbet ad-Dib
Jubbet ad-Dib, en arabe : جبة الذيب, est un village du gouvernorat de Bethléem en Palestine, situé à 6,5 km au sud-est de Bethléem, en Cisjordanie.
Selon le recensement du bureau central palestinien des statistiques, la localité compte une population de 144 habitants en 2017.